# Socjalizm reakcyjny
Socjalizm reakcyjny – ideologia o charakterze konserwatywnym i solidarystycznym. Terminem „socjalizm” posługiwali się w XIX w. niektórzy konserwatyści, broniący ustroju feudalnego przed rewolucją burżuazyjną. W ich ujęciu socjalizm miał być systemem korporacyjnym odzwierciedlającym organiczny ład społeczny, zapewniającym ludowi opiekę ze strony monarchii.

## Przykłady
We Francji za socjalizm uważał swój korporacjonistyczny program René La Tour du Pin, markiz Chambly de la Charce (1834–1924), autor “Ku nowemu porządkowi społecznemu. Drogowskazy” (1889). Wychodząc z podobnych założeń ideowych Akcja Francuska na początku XX w. nawiązała na płaszczyźnie antyparlamentaryzmu współpracę z rewolucyjnymi syndykalistami, w wyniku czego w latach 1911–1912 powstał klub dyskusyjny Cercle Proudhon. Echa tego zbliżenia były słyszane w socjalistycznych sympatiach niektórych XX-wiecznych rojalistów: Ruch Socjalistyczno-Monarchistyczny, Biuro Akcji Socjalistyczno-Monarchistycznej, Nowa Akcja Rojalistyczna Bertranda Renouvin (w Hiszpanii w tym kierunku poszła Partia Karlistowska).
W Anglii „socjalizm feudalny” głosiła grupa Young England, skupiona wokół Benjamina Disraeliego (1804–1881); jej ideologia łączyła romantyzm, monarchizm i ekonomiczny antyliberalizm. W późniejszym czasie Disraeli stał się orędownikiem tzw. One-Nation Toryism (również Michael Sadler, Richard Oastler, John Ruskin), postulującego solidaryzm społeczny w połączeniu z tradycyjnymi wartościami, i przeprowadził szereg reform socjalnych i politycznych w celu pozyskania warstw pracujących. 
W Niemczech konserwatystą popierającym odgórny „socjalizm państwowy” był Johann Karl Rodbertus (1805–1875); podobne poglądy głosił Lorenz von Stein (1815–1890) – zwolennik „królestwa socjalnego”, które poprzez reformy zapewni uniemożliwi rozbicie społeczeństwa na wrogie klasy. Koncepcje te mogły wywrzeć wpływ na reformy społeczne Bismarcka. W okresie Republiki Weimarskiej ideologia socjalkonserwatywna odżyła w środowisku „rewolucyjnych konserwatystów”, m.in. u Oswalda Spenglera (1880–1936), autora „Prusactwo i socjalizm” (1919).
W Rosji idee zbliżone do socjalistycznych (acz w połączeniu z carskim absolutyzmem) wyznawali niektórzy słowianofile, np. Konstantin Leontjew (1831–1891). Praktyczną próbę ich realizacji usiłował przeprowadzić pułkownik Ochrany Sergiusz Zubatow, tworzący legalne związki robotnicze pod patronatem caratu. 
W Polsce reprezentantem tego nurtu był hr. Leon Rzewuski.
W Japonii podobny kierunek pojawił się dopiero w XX w. w postaci ruchu tzw. młodych oficerów głoszących hasło „restauracji Shōwa”. Oznaczać miało to odebranie władzy kapitalistom i przywrócenie jej cesarzowi-bogu, zaprowadzenie „państwowego socjalizmu” poprzez nacjonalizację koncernów, ekspansję narodu japońskiego w celu ustanowienia „Azji dla Azjatów”. W 1932 r. „młodzi oficerowie” przeprowadzili serię zamachów na umiarkowanych polityków. W 1936 r. podjęli nieudaną próbę przewrotu. „Młodzi oficerowie” mieli duże wpływy w japońskich partiach robotniczych Nihon Kokka Shakaito, Nihon Kokkumin Shakaito, a nawet Shakai Taishuto.